# Courjeonnet
Courjeonnet – miejscowość i gmina we Francji, w regionie Grand Est, w departamencie Marna.
Według danych na rok 1999 gminę zamieszkiwało 61 osób, a gęstość zaludnienia wynosiła 10 osób/km².